# Juice=Juice
Juice=Juice (яп. произн. Дзюсу Дзюсу) — японская идол-группа. Изначально позиционировалась как поп-группа, состоящая из стажёрок Hello! Project (Hello Pro Kenshusei). (Hello! Project — коллектив молодых певиц, продюсируемый Цунку. Все девушки в нём находятся под контрактом с агентством по поиску талантов Up-Front Promotion.)
В конце 2013 года на Japan Record Awards группа получила «New Artist Award» и номинировалась на приз «Best New Artist», но уступила.

## Состав
| Имя                              | Дата рождения            | Гр. крови | Префектура | Дата вступления     | Кличка              | Цвет | Фрукт    | Примечания                            |
| -------------------------------- | ------------------------ | --------- | ---------- | ------------------- | ------------------- | ---- | -------- | ------------------------------------- |
| Юка Миядзаки (яп. 宮崎由加)      | 2 апреля 1994 (31 год)   | I (O)     | Исикава    | 3 февраля 2013 года | Юканя (ゆかにゃ)    |      | Персик   | Лидер                                 |
| Томоко Канадзава (яп. 金澤 朋子) | 2 июля 1995 (30 лет)     | III (B)   | Сайтама    | 3 февраля 2013 года | Канатомо (かなとも) |      | Яблоко   | Вице-лидер                            |
| Саюки Такаги (яп. 高木紗友希)    | 21 апреля 1997 (28 лет)  | II (A)    | Тиба       | 3 февраля 2013 года | Саюбэ: (さゆべぇ)   |      | Лимон    |                                       |
| Карин Миямото (яп. 宮本佳林)     | 1 декабря 1998 (26 лет)  | I(O)      | Тиба       | 3 февраля 2013 года | Карин (カリン)      |      | Виноград |                                       |
| Акари Уэмура (яп. 植村あかり)    | 30 декабря 1998 (26 лет) | I (O)     | Осака      | 3 февраля 2013 года | А:ри: (あーりー)    |      | Дыня     |                                       |
| Руру Дамбара (яп. 段原瑠々)      | 7 мая 2001 (24 года)     | II (A)    | Хиросима   | 26 июня 2017 года   | Рунрун (るんるん)   |      | Апельсин |                                       |
| Нанами Янагава (яп. 梁川奈々美)  | 6 января 2002 (23 года)  | II (A)    | Канагава   | 26 июня 2017 года   | Янамин (やなみん)   |      | Черника  | Также член группы Country Girls       |
| Манака Инаба (яп. 稲場愛香)      | 27 декабря 1997 (27 лет) | III (B)   | Хоккайдо   | 13 июня 2018 года   | Манакан (まなかん)  |      | Клубника | Бывший член Country Girls (2014-2016) |

* Все цвета приблизительные.

### Бывшие участницы
| Имя                        | Дата рождения          | Гр. крови | Префектура | Кличка             | Цвет | Фрукт    |
| -------------------------- | ---------------------- | --------- | ---------- | ------------------ | ---- | -------- |
| Айна Оцука (яп. 大塚 愛菜) | 3 апреля 1998 (27 лет) | II (A)    | Токио      | Цукапон (つかぽん) |      | Апельсин |

## Дискография

### Синглы
| №                        | Название | Дата выхода      | Oricon Weekly Singles Chart |
| Инди-синглы              | Инди-синглы | Инди-синглы      | Инди-синглы                 |
| ------------------------ | --- | ---------------- | --------------------------- |
| 1                        | «Watashi ga Iu Mae ni Dakishimenakya ne» (яп. 私が言う前に抱きしめなきゃね) | 3 апреля 2013    | 25                          |
| 2                        | «Samidare Bijo ga Samidareru» (яп. さみだれ美女がさみだれる) | 8 мая 2013       | 153                         |
| 3                        | «Ten Made Nobore!» (яп. 天まで登れ!) (при участии Hello Pro Kenshusei) | 8 июня 2013      | —                           |
| Синглы на мейджор-лейбле | |                  |                             |
| 1                        | «Romance no Tochuu / Watashi ga Iu Mae ni Dakishimenakya ne (Memorial Edit) / Samidare Bijo ga Samidareru (Memorial Edit)» (яп. ロマンスの途中／ 私が言う前に抱きしめなきゃね（MEMORIAL EDIT）／ 五月雨美女がさ乱れる（MEMORIAL EDIT）) | 11 сентября 2013 | 2                           |
| 2                        | «Ijiwaru Shinaide Dakishimete yo / Hajimete o Keikenchuu» (яп. イジワルしないで 抱きしめてよ/初めてを経験中) | 4 декабря 2013   | 4                           |
| 3                        | «Hadaka no Hadaka no Hadaka no Kiss / Are Kore Shitai!» (яп. 裸の裸の裸のKISS／アレコレしたい!) | 19 марта 2014    | 3                           |
| 4                        | «Black Butterfly / Kaze ni Fukarete» (яп. ブラックバタフライ／風に吹かれて) | 30 июля 2014     | 4                           |
| 5                        | «Senobi / Date ja Nai yo Uchi no Jinsei wa» (яп. 背伸び / 伊達じゃないようちの人生は) | 1 октября 2014   | 4                           |
| 6                        | «Wonderful World / Ça va? Ça va?» | 8 апреля 2015    | 1                           |
| 7                        | «Next is you / Karada Dake ga Otona ni Nattan ja nai» (яп. Next is you!／カラダだけが大人になったんじゃない) | 3 февраля 2016   | 3                           |
| 8                        | «Dream Road ~Kokoro ga Odaridashiteru / KEEP ON Joshou Shikou!! / Ashita Yarou wa Bakayarou» (яп. Dream Road～心が躍り出してる～／KEEP ON 上昇志向！！／明日やろうはバカやろう)                                                         | 26 октября 2016  | 3                           |
| 9                        | «Jidanda Dance / Feel! Kanjiru yo» (яп. 地団駄ダンス／Feel！感じるよ) | 26 апреля 2017   | 3                           |
| 10                       | «SEXY SEXY / Naite ii yo / Vivid Midnight» (яп. SEXY SEXY／泣いていいよ／Vivid Midnight) | 4 апреля 2018    | 3                           |

## Видеоклипы
| № | Название                                 | Офиц. видео на YouTube |
| - | ---------------------------------------- | ---------------------- |
| 1 | «Watashi ga Iu Mae ni Dakishimenakya ne» | смотреть               |
| 2 | «Samidare Bijo ga Samidareru»            | смотреть               |

## Награды и номинации

### Japan Record Awards
Japan Record Awards — крупнейшая церемония вручения премий, проводимая ежегодно Союзом композиторов Японии (яп. 日本作曲家協会).
| Год  | Номинированная работа | Номинация        | Результат |
| ---- | --------------------- | ---------------- | --------- |
| 2013 | Juice=Juice           | New Artist Award | Победа    |
| 2013 | Juice=Juice           | Best New Artist  | Номинация |